# Ole Kirketerp Madsen
 Der er flere personer med dette navn, se Ole Madsen.
Ole Madsen (født 14. november 1958) er en dansk tidligere landsholdsspiller i fodbold. Ole Madsen var forsvarsspiller, fortrinsvis som venstre back.
Ole Madsen spillede for Esbjerg fB, da han i 1980 debuterede på landsholdet. I alt spillede han 18 A-landskampe.

## Landsholdskarriere
Debuterede i udekampen mod Schweiz (1-1), hvor Sepp Piontek stillede med et hold udelukkende af hjemlige spillere. Den 21-årige Ole Madsen fra Esbjerg debuterede som venstre back. Det meste af 1981 og 1982 var han fast venstre back – også når Danmark stillede med alle udlandsprofferne. Efter skiftet til Brøndby i 1983 blev det til yderligere fem kampe. Ole Madsen startede inde i 16 kampe, heraf 13 som venstre og tre som højre back. Den hurtige back opnåede desuden 12 kampe på U-landsholdet (1977-1979).

## Seniorkarriere
Ole Madsen med det forpligtende navn var en hurtig og idérig back. På hans visitkort i Esbjerg stod der i 1978; "En humørfyldt og glad dreng, der elsker at indhente forwards, der tror, de er hurtigere". Han var en moderne back, der også kunne medvirke i det offensive. Han var ungdomsspiller i Esbjerg og kom på 1. holdet som 19-årig. Som 20-årig var han med til at vinde  DM med Esbjerg (1979). Senere var han med til at vinde DM med Brøndby i 1985, 1987 og 1988 – alle tre gange som venstre back. I 1980 blev han kåret til Årets spiller i Esbjerg og i 1986 Årets spiller i Brøndby.
Da Ole Madsen skiftede fra Esbjerg til Brøndby var han ansat i Danske Bank, og det vedblev han med at være i en periode. Han gjorde tjeneste i 3191 Hundige afdeling. Måtte til sidst droppe banken, da kravet til træningsmængden blev øget. 

## Øvrige oplysninger
Ole Madsen er gift med Bente, der udmærker sig ved at være datter af mureren Erik Terkelsen fra Esbjerg, der spillede 17 landskampe i 1950-57. I opgøret med svigerfar vandt Ole Madsen således 18-17 i antal landskampe. Til gengæld vandt svigerfar 1530-1396 i antal spilleminutter. Målregnskabet sluttede 0-0.
Ole Kirketerp Madsen bor i Tornbjerg ved Odense.